# Municipio de Kiowa Rural
El municipio de Kiowa Rural (en inglés: Kiowa Rural Township) es un municipio ubicado en el condado de Kiowa en el estado estadounidense de Kansas. En el año 2010 tenía una población de 2553 habitantes y una densidad poblacional de 1,36 personas por km².

## Geografía
El municipio de Kiowa Rural se encuentra ubicado en las coordenadas 37°33′40″N 99°17′12″O / 37.56111, -99.28667. Según la Oficina del Censo de los Estados Unidos, el municipio tiene una superficie total de 1872.22 km², de la cual 1871.62 km² corresponden a tierra firme y (0.03%) 0.6 km² es agua.

## Demografía
Según el censo de 2010, había 2553 personas residiendo en el municipio de Kiowa Rural. La densidad de población era de 1,36 hab./km². De los 2553 habitantes, el municipio de Kiowa Rural estaba compuesto por el 95.61% blancos, el 0.67% eran afroamericanos, el 0.94% eran amerindios, el 0.63% eran asiáticos, el 0.04% eran isleños del Pacífico, el 1.1% eran de otras razas y el 1.02% pertenecían a dos o más razas. Del total de la población el 3.88% eran hispanos o latinos de cualquier raza.